# Witgerande tuinslak
De witgerande tuinslak (Cepaea hortensis) is een slak uit de familie van de tuinslakken (Helicidae).

## Beschrijving
Deze bekende tuinslak is iets kleiner dan de gewone tuinslak (Cepaea nemoralis). Beide soorten zijn polymorf van kleur. Ze kunnen geel, roze of bruin zijn, zonder zwarte banden of met één of meerdere banden. Deze kenmerken berusten op de werking van een aantal genen. Genen voor bruine kleur en ongebandeerdheid zijn dominant. Toch komen we in de natuur veel anders gekleurde slakken tegen. Dit heeft te maken met het milieu waarin ze zitten. Om een voorbeeld te geven: in grasland zullen met name bruine, ongebandeerde exemplaren door vogels gezien worden en opgegeten worden. Op deze manier blijven daar juist de gele gebandeerde exemplaren in leven. Ook de kleur van de rand rond de 'mondopening' van het huisje is variabel. Bij deze soort is deze meestal wit, bij de gewone tuinslak meestal donker. De soorten zijn echter moeilijk op grond van het huisje alleen te determineren, met inwendig onderzoek naar de geslachtsorganen en de "liefdespijlen" (zie onder) gaat dat veel beter. Deze zijn wel duidelijk verschillend. De soorten kunnen dan ook niet met elkaar kruisen. Het slakkenhuis is bolvormig, meet ongeveer twee centimeter en heeft vijf wentelingen. De kleur van het lichaam is grijs tot donkergrijs en een beetje doorzichtig.

## Voedsel
Het voedsel bestaat voor een groot deel uit dode bladeren; vooral pas afgevallen, nog groene bladeren hebben de voorkeur. Ook andere rottende organische materialen worden gegeten, sommige planten hebben echter een grote aantrekkingskracht en worden helemaal kaalgevreten.

## Algemeen
Deze slak leeft in allerlei biotopen, liefst net aangeplante tuinen en broeikassen omdat daar geen natuurlijke vijanden voorkomen. Verder kan de slak op heggen en muren in bossen en heidevelden worden aangetroffen. In de winter wordt een winterslaap gehouden.